# Pachycondyla arhuaca
Pachycondyla arhuaca är en myrart som först beskrevs av Auguste-Henri Forel 1901.  Pachycondyla arhuaca ingår i släktet Pachycondyla och familjen myror. Inga underarter finns listade i Catalogue of Life.